# Monte Mufara
Le Monte Mufara est une montagne de Sicile culminant à 1 865 m d'altitude dans le massif des Madonies dans l'Apennin sicule (it). Il voisine le Pizzo Carbonara au nord et surplombe la station de ski de Piano Battaglia (it). Il est possible de rejoindre son sommet au moyen d'un télésiège.
Le Monte Mufara, comme le reste des Madonies, est également apprécié pour la qualité de ses paysages et de sa flore.

## Flore
La végétation, outre diverses espèces endémiques, se compose principalement d'une grande forêt de hêtres, qui s’étend abondamment sur le versant nord de la montagne.

## Tourisme
Les flancs du Monte Mufara accueillent plusieurs pistes de ski, étagées entre 1 570 et 1 840 m d'altitude, entièrement refaites au cours de l'hiver 2016 pour plus de sécurité. Il s'agit dès lors du seul endroit, hormis l'Etna, où la pratique des sports d'hiver est possible en Sicile.

## Astronomie
Le Monte Mufara revêt également une grande importance d'un point de vue astronomique. Le ciel clair des Madonies réunit les conditions favorables pour l'observation astronomique, ce qui en fait un site privilégié identifié depuis les années 1970. Plutôt exempte de pollution lumineuse, la région est dès lors régulièrement le lieu d'animations de vulgarisation scientifique auprès du public.
Dans les années 1990, à la suite d'observations faites par l'ORSA, une association d'astronomes amateurs de Palerme, naît l'idée de créer le parc astronomique de la Madonie. Ce projet impliquait la construction d'un observatoire sur le mont Mufara, équipé d'un télescope robotisé d'un mètre de diamètre, géré par un centre de contrôle situé à Isnello. Le télescope aurait été destiné à la recherche scientifique pour l'observation de phénomènes astronomiques, supernovae, astéroïdes et planètes extrasolaires.
Le 25 octobre 2018, les ministres chargés des affaires spatiales dans les États membres de l'Agence spatiale européenne ont signé un accord pour participer à la construction, au sommet du Monte Mufara, d'un télescope « œil de mouche » (« Flyeye Telescope »), en coopération avec l'Agence spatiale italienne. Ce télescope est destiné à exercer une surveillance automatisée des objets de plus de 40 m susceptibles d'entrer en collision avec la Terre. Il s'agit de la première pierre du programme « Near Earth Object Survey Telescope » ou NEOSTEL.